# Meinhard (biskup praski)
Meinhard, znany także jako Menhart (zm. 2 lipca 1134) – niemiecki duchowny katolicki, biskup praski od 1122 r.

## Życiorys
Meinhard urodził się w Bambergu. Był przyjacielem późniejszego świętego Ottona z Bambergu. Był kapelanem księcia Władysława I, kanonikiem i dziekanem kapituły katedralnej w Pradze i proboszczem w Brandysie nad Łabą-Stará Boleslav.
Po śmierci biskupa praskiego Hermana, Meinhard został wybrany w 1122 r. na jego następcę. Wraz z zawarciem w tym samym roku konkordatu wormackiego, który kończył trwający wiele lat spór o inwestyturę między papieżem a cesarzem. Jego postanowienia dotyczyły całej Rzeszy, a zatem objęły również Czechy. Wybór biskupów pozostawiono w rękach kapituł katedralnych.
W tym samym roku Meinhard brał udział w krucjacie w Jerozolimie. Po jego powrocie, książę Władysław I już nie żył, a jego następcą został jego brat Sobiesław I. O śmierć poprzedniego władcy oskarżono praskiego biskupa, któremu udało się udowodnić swoją niewinność.
Podczas jego rządów zwiększono liczbę kanoników o pięciu. Zmarł 2 lipca 1134 r. na Morawach, wracając z Węgier z misji dyplomatycznej.